# اینسبروک، میسوری
اینسبروک (به انگلیسی: Innsbrook) یک روستا (ایالات متحده آمریکا) در ایالات متحده آمریکا است که در شهرستان وارن، میزوری واقع شده‌است.
 اینسبروک ۲۹٫۰۴ کیلومتر مربع مساحت و ۵۵۲ نفر جمعیت دارد و ۲۰۴ متر بالاتر از سطح دریا واقع شده‌است.